# NGC 1548
NGC 1548 is een groep sterren in het sterrenbeeld Perseus. Het hemelobject werd op 3 februari 1831 ontdekt door de Britse astronoom John Herschel.